# Wigand Happel

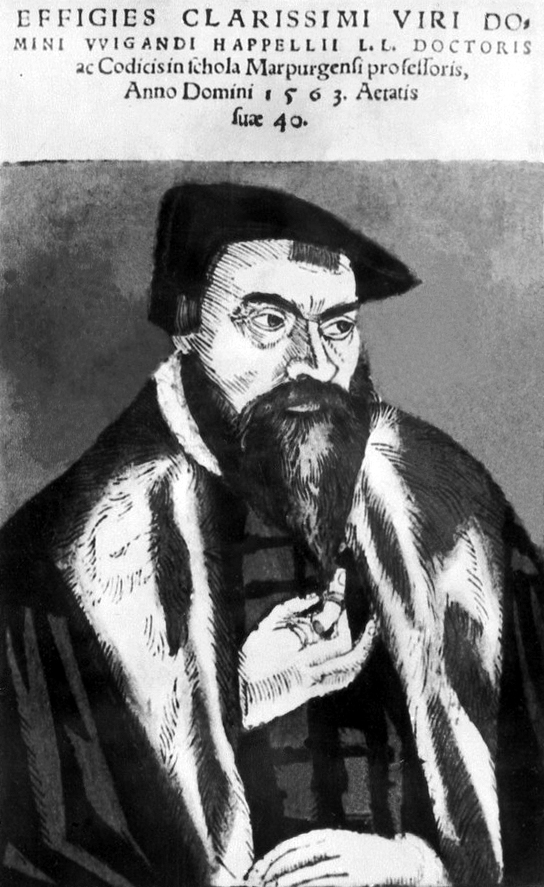
Porträt von 1563 von Georg Thomas

Wigand Happel (auch Vuigandus Happellius; * 1522 in Marburg; † 21. März 1572 ebenda) war ein deutscher Rechtswissenschaftler, Hebraist und Hochschullehrer.

## Leben
Happel war Sohn des Ratsherrn Wigand Happel. Er durchlief die Schulen seiner Heimatstadt, unter anderem das Pädagogium Marburg. Zum Studium der Sprachen ging er an die Universität Löwen. Anschließend kam er an die Universität Wittenberg und 1542 an die Universität Straßburg. Sein Studium vertiefte er schließlich in Zürich. Der Schwerpunkt seines Studiums lag einerseits auf den Sprachen und andererseits auf dem Feld der Rechtswissenschaft.
Happel kehrte 1545 in seine Heimatstadt zurück. Dort wurde er im selben Jahr Professor der Hebräischen Sprache an der Theologischen Fakultät. Dieses Amt hatte er bis 1559 inne. Am 1. Dezember 1556 erfolgte seine Promotion zum Doktor der Rechte. Anschließend wurde er gleichzeitig Mitglied der Juristischen Fakultät und dort Professor. Diese Professur hatte er bis zu seinem Tod inne. 1550, 1551, 1558, 1559 sowie 1564/1565 leitete er als Rektor die Universität.
Happel war 1548 und 1571 Bürgermeister der Stadt Marburg.
Der Rechtswissenschaftler Hermann Vultejus war sein Schwiegersohn, Johannes Ferrarius sein Schwiegervater.

## Werke (Auswahl)
- Linguae sanctae canones grammatici: prae caeteris omnibus necessarii & utiles, his praesertim, qui viva docentis institutione destituti, suo marte illam addiscere conantur; Guerinus, Basel 1561. (Volltext)
- Jonas propheta: cum sua versione Latina; necnon cum utilissima exercitatione grammaticali; guerinus, Basel 1561. (Volltext)
- Synopsis et methodus legum, de Tutela et curatione omnium iuris civilis, Oberursel 1562. (Volltext)